# 牌楼湾古民居群
湖北省牌楼湾古民居是一个历史文化建筑。

## 地理位置
位于湖北省黄冈市黄梅县下辖的一个古民居村落。

## 历史文化
牌楼湾古民居隶属于桂姓民居。
该古民居始建于宋，后来兴盛于明和清朝，其古民居建筑群和青山绿水互为点缀，在黄冈地区被称为“鄂东一绝”。
古民居内设有黄梅戏楼，用于古时村民休闲娱乐，为牌楼湾古民居的一大特色，被誉为研究黄梅戏黄梅戏发源地“活化石”。

## 建筑形式
建筑形式为徽式建筑。